# Erich Meuthen
Pour les articles homonymes, voir Meuthen.
Erich Meuthen (né le 31 mai 1929 à Mönchengladbach et mort le 11 juin 2018 à Cologne) est un historien allemand dont les recherches portent essentiellement sur le Moyen Âge tardif.
Professeur d'histoire médiévale aux universités de Berne de 1971 à 1976, et de Cologne de 1976 à 1994, il découvre de nombreux documents datant du XVe siècle et fait partie des spécialistes les plus réputés de Nicolas de Cues, humaniste, philosophe et politicien ecclésiastique allemand.

## Biographie
Erich Meuthen est le fils d'un vice-recteur. Il fait sa scolarité à Gladbach puis obtient sa maturité en mars 1949 au gymnase scientifique de Mönchengladbach.
L'intérêt de Meuthen pour l'histoire est éveillé par les petites images (du style « L'empereur Frédéric Barberousse punit les rebelles de Milan ») qu'un fabricant de cirages fournit avec ses produits. En fait, il s'intéresse davantage aux textes qu'aux images. Il étudie pendant neuf semestres l'histoire, la germanistique et la philosophie à l'université de Cologne. Ses principaux professeurs sont Josef Koch, Richard Alewyn et Gerhard Kallen. Auprès de Richard Alewin, il étudie le Faust de Goethe et s'essaie à l'écriture de quelques poèmes et drames. Il obtient son doctorat à Cologne en mars 1954 en soutenant une thèse portant sur la réforme de l'église et la théologie de l'histoire selon Gerhoh de Reichersberg. De 1954 à 1957, il travaille à l'Institut historique allemand de Rome et suit une formation d'archiviste aux Archives de Rhénanie du Nord-Westphalie à Dusseldorf ainsi qu'à l'école d'archivistes de Marbourg avec Hugo Stehkämper. De 1957 à 1971, il travaille au service des archives d'Aix-la-Chapelle où il est promu conseiller en 1961 puis directeur en 1966. Il obtient son habilitation universitaire en 1967 en soutenant une thèse portant sur les prélats d'Aix-la-Chapelle. Outre son activité de directeur des archives, il est jusqu'en 1971 privat-docent à l'université technique de Rhénanie-Westphalie à Aix-la-Chapelle, puis, de 1971 à 1976, professeur ordinaire d'histoire médiévale à l'université de Berne. Il décline l'invitation de l'université Louis-et-Maximilien de Munich et, en 1976, succède à Theodor Schieffer à la chaire d'histoire médiévale de l'université de Cologne, poste qu'il conserve jusqu'à sa retraite en 1994. En août 1977, il succède également à Theodor Schieffer au poste de directeur des archives de l'université, poste qu'il occupe jusqu'au 31 janvier 2001. Parmi ses plus illustres élèves figurent Johannes Helmrath, Harm Klueting, Heribert Müller et Urs Martin Zahnd. Cependant, aucun cercle d'élèves ayant un domaine de recherche commun ne se constitue autour de lui.
En 1993, la médaille universitaire lui est décernée. Dès 1977, il est membre correspondant de l'Académie des sciences de Heidelberg et membre de la Commission Historique de l'Académie bavaroise des sciences. En 2007, il est également élu membre correspondant de l'Académie des Sciences et des Arts de Rhénanie-du-Nord-Westphalie. Pendant plus de vingt ans il fait partie du conseil scientifique de l'Institut historique allemand de Rome. Appelé par la Commission Historique de l'Académie bavaroise des sciences à succéder à Hermann Heimpel, il est chargé d'éditer les documents les plus anciens des Deutsche Reichstagsakten. Il fait également partie durant de nombreuses années du groupe des éditeurs de l'Historische Zeitschrift.

## Recherches
De 1954 à 2003, Meuthen a rédigé près de 120 publications dont la grande majorité traite de Nicolas de Cues. Il s'est cependant aussi consacré à l'histoire des lieux dans lesquels il enseigne. Ainsi, lorsqu'il est archiviste à Aix-la-Chapelle, il publie des études consacrées à l'histoire médiévale de cette ville, tandis que lorsqu'il est professeur à Cologne, il s'intéresse à l'histoire de l'université de cette ville qui, à l'occasion de ses 600 ans, publie en 1988 un ouvrage en trois volumes relatant son histoire. Le premier, consacré à la période entre 1388 et 1798, est rédigé par Meuthen. L'ouvrage satisfait aux plus hautes exigences scientifiques et obtient une reconnaissance internationale.
L'intérêt de Meuthen pour Nicolas de Cues est éveillé par Josef Koch. Grâce à une bourse de trois ans octroyée par le Land de Rhénanie du Nord-Westphalie, Meuthen peut, à partir de 1954, se consacrer à la recherche sur les dernières années de Nicolas de Cues en Italie. Il trouve, dans 38 bibliothèques et archives italiennes, une multitude de documents totalement inconnus jusqu'alors. L'étude qui en résulte, parue en 1958 et intitulée Die letzten Jahre des Nikolaus von Kues comporte essentiellement des documents publiés pour la première fois. En 1964, à l'occasion du 500e anniversaire de la mort de Nicolas de Cues, Meuthen publie une présentation intitulée Nikolaus von Kues 1401-1464. Skizze einer Biographie. Dans cet ouvrage, Meuthen présente Nicolas de Cues comme le premier historien du droit au sens strict du terme et il accorde un grand intérêt à l'envoi de Nicolas de Cues à Constantinople en 1437. Meuthen considère Nicolas de Cues comme un politicien européen de tout premier plan et un grand acteur de l'évolution du monde grâce à son engagement inlassable en faveur de l'union des Églises lors de ses voyages en tant que légat et affirme qu'aucun évêque allemand de son siècle n'a eu un tel souci pastoral. L'ouvrage en est en 1992 à sa septième édition, il paraît en japonais en 1973 et en anglais en 2010. Toujours en 1964, Meuthen publie un document intitulé Das Trierer Schisma von 1430 auf dem Basler Konzil. Zur Lebensgeschichte des Nikolaus von Kues, une étude sur le début de la vie de Nicolas de Cues. L'accent est mis sur la manière d'agir du Concile de Bâle vis-à-vis d'Ulrich de Manderscheid, candidat malheureux au ministère d'archevêque de Trèves, dont Nicolas avait pris le parti. En 1972, Meuthen publie découvre un écrit de politique ecclésiastique de Nicolas de Cues datant du printemps 1433, intitulé De maioritate auctoritatis sacrorum conciliorum supra auctoritatem papae, et le publie. Durant les années 1980, Meuthen travaille sur les nombreuses sources concernant les voyages de Nicolas de Cues entre décembre 1451 et avril 1452 en tant que légat du pape. Ces textes donnent de nombreux aperçus de la situation de l'Église à cette époque et de sa diplomatie.
Lors de ses recherches sur Nicolas de Cues, Meuthen trouve dans les Archives d'État de Wurtzbourg un exemplaire manuscrit de la Summa dictorum, texte déjà connu des chercheurs mais dont l'étude approfondie n'avait pas encore été faite. Cette Summa dictorum est la réponse que Nicolas de Cues voulait opposer en 1442, à la Diète de Francfort, aux explications de Niccolò Tedeschi, légat pour le concile de Bâle. En tant que porte-parole de la Légation pontificale, il a tenté de prouver que la destitution du Pape Eugène IV était invalide.
À partir des années cinquante, Meuthen travaille avec Hermann Hallauer à l'édition des Acta Cusana, un ensemble d'ouvrages regroupant tous les écrits concernant la vie de Nicolas de Cues. Les deux chercheurs se sont rencontrés pour la première fois en mars 1954 à Bad Honnef. Ils disposent de plusieurs milliers de documents, lettres et chroniques et décident d'en faire une présentation complète, classée dans l'ordre chronologique, ce qui représente un immense défi dont Meuthen a donné de très nombreux exemples en 1999. Le premier volume des Acta Cusana est publié par Meuthen et Hellauer entre 1976 et 2000 en 5 parties. Il concerne la période allant de 1401 à 1452 et reproduit 2452 documents sur plus de 1800 pages. Âgés et malades, Erich Meuthen et Hallauer ne peuvent poursuivre le projet eux-mêmes et c'est Jean Helmrath qui se charge de la suite. Les Acta Cusana comptent parmi les éditions de sources les plus importantes du Moyen Âge tardif. Grâce aux recherches de Meuthen, le nombre de documents biographiques concernant Nicolas de Cues est passé à près de 5000 pièces et de nombreuses lacunes qui subsistaient dans la biographie écrite par Edmond Vansteenberghe en 1920 ont pu être comblées. Meuthen et Hallauer se voient décerner en 2009 le premier prix Cusanus par l'université de Trèves pour leurs contributions à la recherche sur Nicolas de Cues.
Les recherches de Meuthen sur Nicolas de Cues l'amènent à s'intéresser également aux conciles du XVe siècle. Il consacre de nombreuses études approfondies au concile de Bâle. A Bâle, il découvre les trois volumes de la rote et à Copenhague les procès-verbaux du concile appartenant à Juan de Segovia. Grâce aux travaux de Meuthen, le concile de Bâle n'est plus considéré uniquement d'un point de vue théologique ou ecclésiologique mais également comme un événement historique débordant largement le cadre de l'histoire de l'église,. Meuthen a toujours présenté ses propres recherches sur Nicolas de Cues dans un cadre temporel bien plus large. En 1980, il publie un ouvrage intitulé Das 15. Jahrhundert qui traite de l'histoire du XVe siècle, jusqu'alors fort négligée. Cet ouvrage a un fort retentissement et est devenu incontournable pour les historiens de langue allemande Meuthen révise ses travaux pour les deux éditions de 1984 et de 1996. La quatrième, en 2006, et la cinquième, en 2012, ont été revues par Claudia Märtl.
Meuthen s'intéresse également à l'Humanisme de la Renaissance, et présente Nicolas de Cues comme un bâtisseur de ponts entre l'Allemagne et l'Italie. De Cues, cardinal allemand, fait partie d'un cercle d'amis allemands et italiens germanophiles appartenant à la Curie romaine. Lors de ses recherches sur Nicolas de Cues, Meuthen trouve une lettre d'Enea Silvio Piccolomini, le futur pape Pie II, adressée au cardinal espagnol Juan de Carvajal. Datée du 12 mars 1455, cette lettre montre que Carvajal sait qu'un homme a proposé à Francfort des pages imprimées de la Bible. Elle témoigne ainsi de la plus ancienne impression de la Bible et est très importante pour les études sur Gutenberg. La publication en 1982 de cette découverte de Meuthen a un énorme retentissement et est considérée comme la découverte la plus importante du XXe siècle concernant l'histoire de la bible de Gutenberg.
Dans de nombreux articles, Meuthen explore différents aspects de l'histoire médiévale d'Aix-la-Chapelle. Il publie en 1961 une étude sur les relations de Nicolas de Cues avec la ville d'Aix-la-Chapelle, en particulier avec sa collégiale Marienstift  puis, en 1965, une étude sur Aix-la-Chapelle dans l'historiographie jusqu'en 1800. En 1972, il édite le texte intégral de 252 documents concernant Aix-la Chapelle de 1101 à 1250 puis, en 1975, une étude sur les liens entre Frédéric Barberousse et Aix-la-Chapelle qui montre que ces liens étaient beaucoup moins étroits que ce que l'on pensait jusqu'alors et qu'après 1174, aucun représentant de la maison des Hohenstaufen n'a séjourné à Aix-la-Chapelle.

## Publications

### Ouvrages
- (de) Meuthen Eric, Kirchenreform und Geschichtstheologie bei Gerhoh von Reichersberg, Cologne, Universitäts- und Stadtbibliothek Köln, 1954, 216 p. (présentation en ligne)
- (de) Meuthen Erich, Die letzten Jahre des Nikolaus von Kues : Biographische Untersuchungen nach neuen Quellen, Cologne, Westdeutscher Verlag, coll. « Wissenschaftliche Abhandlungen der Arbeitsgemeinschaft für Forschung des Landes Nordrhein-Westfalen » (no 3), 1958, 345 p.
- (de) Meuthen Erich, Kirche und Heilsgeschichte bei Gerhoh von Reichersberg, Leiden, Brill, coll. « Studien und Texte zur Geistesgeschichte des Mittelalters » (no 6), 1959, 181 p.
- (de) Meuthen Erich, Nikolaus von Kues : Freiheit und Schicksal des Christenmenschen damals und heute, Trèves, Paulinus, 1962, 21 p.
- (de) Meuthen Erich, Nikolaus von Kues : 1401-1464 : Skizze einer Biographie, Munster, Aschendorff, coll. « Buchreihe der Cusanus-Gesellschaft » (no 8), 1992, 7e éd. (1re éd. 1964), 144 p. (ISBN 978-3-402-03492-7)
- (de) Meuthen Erich, Das Trierer Schisma von 1430 auf dem Basler Konzil : Zur Lebensgeschichte d. Nikolaus von Kues, Munster, Aschendorff, coll. « Buchreihe der Cusanus-Gesellschaft » (no 1), 1964, 294 p.
- (de) Meuthen Erich, Nikolaus von Kues, Mayence, Matthias Grünewald, 114 p.
- (de) Meuthen Erich, Aachener Urkunden 1101 - 1250, Bonn, Société d'histoire rhénane, coll. « Publikationen der Société d'histoire rhénane » (no 58), 1972, 692 p. (présentation en ligne)
- (de) Meuthen Erich, Hallauer Hermann, Helmrath Johannes et Woelki Thomas, Acta Cusana : Quellen zur Lebensgeschichte des Nikolaus von Kues : 1401 - 17. Mai 1437, vol. 1, t. I, Hambourg, Felix Meiner Verlag, 1976, 199 p. (ISBN 978-3-7873-0387-8, présentation en ligne, lire en ligne)
- (de) Meuthen Erich, Das 15. Jahrhundert, Munich, Oldenbourg, coll. « Oldenbourg Grundriss der Geschichte » (no 9), 2012, 5e éd. (1re éd. 1980), 343 p. (ISBN 978-3-486-71720-4, présentation en ligne)
- (de) Meuthen Erich, Bogengebete, Sprachreflexion und zyklische Komposition in der Lyrik der "Moderne" : Interpretationsansätze zu George, Rilke u. Celan, Francfort, Lang, 1983, 299 p. (ISBN 3-8204-7868-X)
- (de) Meuthen Erich, Hallauer Herman n, Helmrath Johannes et Woelki Thomas, Acta Cusana : Quellen zur Lebensgeschichte des Nikolaus von Kues : 17. Mai 1437 - 31. Dezember 1450, vol. 1, t. II, Hambourg, Felix Meiner Verlag, 1983, 6 p. (ISBN 978-3-7873-0586-5, lire en ligne)
- (de) Meuthen Erich, Stift und Stadt am Niederrhein : Referate d. 3. Niederrhein-Tagung d. Arbeitskreises Niederrhein. Kommunalarchivare (30. September - 1. Oktober 1983 in Emmerich-Borghees), Stadtarchiv Kleeve, 1984, 135 p.
- (de) Meuthen Erich, Das Basler Konzil als Forschungsproblem der europäischen Geschicht e, Opladen, Westdeutscher Verlag, coll. « Rheinisch-Westfälische Akademie der Wissenschaften. Vorträge G » (no 274), 1985, 47 p. (ISBN 978-3-531-07274-6)
- (de) Meuthen Erich, Heimbüchel Bernd et Pabst Klaus, Kölner Universitätsgeschichte : Die alte Universität, vol. 1, Cologne, Böhlau, 1988, 619 p. (ISBN 978-3-412-06287-3)
- (de) Meuthen Erich, Heimbüchel Bernd et Pabst Klaus, Kölner Universitätsgeschichte : Die neue Universität, vol. 3, Cologne, Böhlau, 1988, 467 p. (ISBN 978-3-412-01688-3)
- (de) Meuthen Erich, Reichstage und Kirche : Kolloquium der Historischen Kommission bei der Bayerischen Akademie der Wissenschaften, Gœttingue, Vandenhoeck und Ruprecht, 1991, 272 p. (ISBN 978-3-525-35944-0)
- (de) Meuthen Erich, Die Acta Cusana : Gegenstand, Gestaltung und Ertrag einer Edition, Heidelberg, Universitätsverlag C. Winter, coll. « Sitzungsberichte der Heidelberger Akademie der Wissenschaften. Philosophisch-Historische Klasse », 1994, 36 p. (ISBN 3-8253-0270-9)
- (de) Meuthen Erich, Selbstüberredung : Rhetorik und Roman im 18. Jahrhundert, Fribourg-en-Brisgau, Rombach, 1994, 283 p. (ISBN 978-3-7930-9102-8)
- (de) Meuthen Erich, Nikolaus von Kues : Profil einer geschichtlichen Personlichkeit, Paulinus-Verlag Trier, coll. « Trierer Cusanus Lecture » (no 1), 2007, 3e éd. (1re éd. 1994), 24 p.
- (de) Helmrath Johannes, Müller Heribert, Wolff Helmut et Meuthen Erich, Studien zum 15. Jahrhundert : Festschrift für Erich Meuthen, vol. 1+2, Oldenburg, 1994 (ISBN 3-486-56078-6)
- (de) Meuthen Erich, Cusanus und die Orden : aus der geistlichen Welt des späten Mittelalters, Bâle, Helbing und Lichtenhahn, coll. « Vorträge der Aeneas-Silvius-Stiftung an der Universität Basel » (no 32), 1996, 56 p. (ISBN 978-3-7190-1494-0)
- (de) Meuthen Erich, Hallauer Hermann, Helmrath Johannes et Woelki Thomas, Acta Cusana : Quellen zur Lebensgeschichte des Nikolaus von Kues : 3. Januar 1451 – 5. September 1451, vol. 1, t. IIIa, Hambourg, Felix Meiner Verlag, 1996, 7 p. (ISBN 978-3-7873-1242-9, lire en ligne)
- (de) Meuthen Erich, Hallauer Hermann, Helmrath Johannes et Woelki Thomas, Acta Cusana : Quellen zur Lebensgeschichte des Nikolaus von Kues : 5. September 1451 - März 1452, vol. 1, t. IIIb, Hambourg, Felix Meiner Verlag, 1996 (ISBN 978-3-7873-1283-2, lire en ligne)
- (de) Meuthen Erich, Kleine Kölner Universitätsgeschichte, Cologne, Rektorat der Universität, 1998, 52 p.
- (de) Meuthen Erich, Hallauer Hermann, Helmrath Johannes et Woelki Thomas, Acta Cusana : Quellen zur Lebensgeschichte des Nikolaus von Kues : Indices, vol. 1, t. IV, Hambourg, Felix Meiner Verlag, 1996, 249 p. (ISBN 978-3-7873-1440-9, lire en ligne)
- (de) Meuthen Erich, Der Frauenanteil an der literarischen Produktion im 15. Jahrhundert und im italienischen Quattrocento. Ein Vergleich, Stuttgart, Theiss, 2000, 24 p.
- (de) Meuthen Erich, Eins und doppelt oder vom Anderssein des Selbst : Struktur und Tradition des deutschen Künstlerromans, Tubingen, Max Niemeyer, 2001, 349 p. (ISBN 978-3-484-18159-5)
- (de) Meuthen Erich et Hallauer Hermann, Nikolaus von Kues, Bischof von Brixen 1450 - 1464, Bolzano, Verl.-Anst Athesia, 2002, 444 p. (ISBN 88-8266-153-9)
- (de) Meuthen Erich, Sprachkraft : Versuche über Allegorie und Ironie, Paderborn, Fink, coll. « Figuren » (no 13), 2011, 168 p. (ISBN 978-3-7705-5111-8, lire en ligne)
- (de) Meuthen Erich, Hallauer Hermann, Helmrath Johannes et Woelki Thomas, Acta Cusana : Quellen zur Lebensgeschichte des Nikolaus von Kues : 1452 April 1 – 1453 Mai 29, vol. 2, t. I, Hambourg, Felix Meiner Verlag, 2012 (ISBN 978-3-7873-2219-0, lire en ligne)

### Articles
- (de) Meuthen Erich, « I primi commendatari dell'Abbazia dei SS. Severo e Martrio in Orvieto », Bollettino dell'Istituto Storico Artistico Orvietano, vol. 10,‎ 1954, p. 37-40
- (de) Meuthen Erich, « Acireale », dans Joseph Höfer et Karl Rahner, Lexikon für Theologie und Kirche, vol. 1, Herder, 1957, p. 111
- (de) Meuthen Erich, « Der ethische Charakter der civitates bei Augustinus und ihre platonische Fehldeutung », dans Engel Joseph, Aus Mittelalter und Neuzeit, Bonn, Hanstein, 1957, p. 43-62
- (de) Meuthen Erich, « Acquivivra della Fonit », dans Lexikon für Theologie und Kirche, vol. 1, Herder, 1957, p. 113-114
- (de) Meuthen Erich, « Die universalpolitischen Ideen des Nikolaus von Kues in seiner Erfahrung der politischen », Quellen und Forschungen aus italienischen Archiven und Bibliotheken, vol. 37,‎ 1957, p. 192-221 (ISSN 1865-8865)
- (de) Meuthen Erich, « Zum Itinerar der deutschen Legation Bessarions », Quellen und Forschungen aus italienischen Archiven und Bibliotheken, vol. 37,‎ 1957, p. 328-333 (ISSN 1865-8865)
- (de) Meuthen Erich, « Bemerkungen zu R. Haubst: "Nikolaus von Kues und Johannes Wenk. Neue Erörterungen und Nachträge" », Römische Quartalschrift für christliche Altertumskunde und Kirchengeschichte, vol. 54,‎ 1959, p. 114-116
- (de) Meuthen Erich, « Obödienz und Absolutionslisten aus dem Trierer Bistumsstreit 1430-1435 », Quellen und Forschungen aus italienischen Archiven und Bibliotheken, vol. 40,‎ 1960, p. 43-64 (lire en ligne)
- (de) Meuthen Erich, « Der Geschichtssymbolismus Gerhohs von Reichersberg », dans Geschichtsdenken und Geschichtsbild im Mittelalter, Darmstadt, Lammers, coll. « Wege der Forschung » (no 21), 1961, p. 200-246
- (de) Meuthen Erich, « Nikolaus von Kues in Aachen », Zeitschrift des Aachener Geschichtsvereins, vol. 73,‎ 1961, p. 53-23
- (de) Meuthen Erich, « Nikolaus von Kues und der Laie in der Kirche », Historisches Jahrbuch, vol. 81,‎ 1961, p. 101-122
- (de) Meuthen Erich, « Nikolaus von Kues - Freiheit und Schicksal des Christenmenschen damals und heute », Schriftenreihe der Katholischen Erwachsenenbildung im Bistum Trier, vol. 5,‎ 1962, p. 21
- (de) Meuthen Erich, « Die Pfründen des Nikolaus von Kues », Mitteilungen und Forschungsbeiträge der Cusanus-Gesellschaft, vol. 2,‎ 1962, p. 15-66
- (de) Meuthen Erich, « Geißelbrüder in Burtscheid (1400) », Zeitschrift des Aachener Geschichtsvereins, vol. 74/75,‎ 1962-1963, p. 440-444
- (de) Meuthen Erich, « Die Mörder des Bürgermeisters Jakob Colyn », Zeitschrift des Aachener Geschichtsvereins, vol. 74/75,‎ 1962-1963, p. 438-439
- (de) Meuthen Erich, « Nikolaus von Kues in Aachen. Nachträge », Zeitschrift des Aachener Geschichtsvereins, vol. 74/75,‎ 1962-1963, p. 445-449
- (de) Meuthen Erich, « Der gesellschaftliche Hintergrund der Aachener Verfassungskämpfe an der Wende vom Mittelalter zur Neuzeit », Zeitschrift des Aachener Geschichtsvereins, vol. 74/75,‎ 1962-1963, p. 299-392
- (de) Meuthen Erich, « Biographisches zu Hans von Reutlingen », Aachener Kunstblätter, vol. 29,‎ 1964, p. 89-104 (lire en ligne)
- (de) Meuthen Erich, « Nikolaus von Kues erwirbt Zeltingen und Rachtig », Archiv für Kultur und Geschichte des Landkreises Bernkastel, vol. 2,‎ 1964-1965, p. 62-74
- (de) Meuthen Erich, « Briefe des Aleriensis an die Sforza », Römische Quartalschrift für christliche Altertumskunde und Kirchengeschichte, vol. 59,‎ 1964, p. 88-99
- (de) Meuthen Erich, « Neue Schlaglichter auf das Leben des Nikolaus von Kues », Mitteilungen und Forschungsbeiträge der Cusanus-Gesellschaft, vol. 4,‎ 1964, p. 37-53
- (de) Meuthen Erich, « Aachen in der Geschichtsschreibung (bis 1800) », dans Bauer Clemens, Boehm Laetitia, Muller Max, Speculum Historiale. Geschichte im Spiegel von Geschichtsschreibung und Geschichtsdeutung, Freiburg im B., Karl Alber, 1965, p. 375-392
- (de) Meuthen Erich, « Die Siegel Karls des Großen (Kat. Nr. 340b », dans Lubke Heinrich, Braunfels Wolfgang, Karl der Große. Werk und Wirkung, Aix-la-Chapelle, 1965, p. 186-187
- (de) Meuthen Erich, « Dokumente und Urkunden (Kat. Nr. 332-340) », dans Lubke Heinrich, Braunfels Wolfgang, Karl der Große. Werk und Wirkung, 1965, p. 182-185
- (de) Meuthen Erich, « Zu Datierung und Bedeutung des älteren Aachener Karlssiegels », Zeitschrift des Aachener Geschichtsvereins, vol. 77,‎ 1965, p. 5-16
- (de) Meuthen Erich, « Ein unbekanntes Siegel Heinrichs von Limburg, Grafen von Berg », Düsseldorfer Jahrbuch, vol. 52,‎ 1966, p. 128-129
- (de) Meuthen Erich, « Die Aachener Pröpste bis zum Ende der Stauferzeit », Zeitschrift d. Aachener Geschichtsvereins, vol. 78,‎ 1967, p. 5-95
- (de) Meuthen Erich, « Karl der Große, Barbarossa, Aachen. Zur Interpretation des Karlsprivilegs für Aachen », dans Beumann Helmut, Braunfels Wolfgang, Karl der Grosse. Lebenswerk und Nachleben, vol. 4, Dusseldorf, 1967, p. 54-76
- (de) Meuthen Erich, « Nikolaus von Kues », dans Strutz Edmund, Heyen Franz-Joseph, Rheinische Lebensbilder, Dusseldorf, 1968, p. 35-36
- (de) Meuthen Erich, « Nikolaus von Kues: Dialogus concludens Amedistarum errorem ex gestis et doctrina concilii Basiliensis », Mitteilungen und Forschungsbeiträge der Cusanus-Gesellschaft, vol. 8,‎ 1970, p. 11-114
- (de) Meuthen Erich, « Nikolaus von Kues in der Entscheidung zwischen Konzil und Papst », Mitteilungen und Forschungsbeiträge der Cusanus-Gesellschaft, vol. 9,‎ 1971, p. 19-33
- (de) Meuthen Erich, « Kanonistik und Geschichtsverständnis. Über ein neuentdecktes Werk des Nikolaus von Kues: De maioritate auctoritatis sacrorum conciliorum supra auctoritatem papae », dans Bäumer Remigius, Von Konstanz nach Trient, Munich, 1972, p. 147-170
- (de) Meuthen Erich, « Nikolaus von Kues auf dem Regensburger Reichstag 1454 », dans Festschrift für Hermann Heimpel zum 70. Geburtstag am 19. September 1971, vol. 2, coll. « Veröffentlichungen des Max-Planck-Instituts für Geschichte » (no 36), 1972, p. 482-499
- (de) Meuthen Erich, « Ruperts von Deutz "De victoria verbi Dei" nach clm », Deutsches Archiv für Erforschung des Mittelalters, vol. 28,‎ 1972, p. 542-557
- (de) Meuthen Erich, « Gerhard Kallen », Historische Zeitschrift, vol. 216,‎ 1973, p. 522-523
- (de) Meuthen Erich, « Pius II. und die Besetzung des Thurgaus », dans Festschrift Nikolaus Grass, vol. 1, Innsbruck, Universitätsverlag Wagner, 1974, p. 68-90
- (de) Meuthen Erich, « Barbarossa und Aachen », Rheinische Vierteljahrsblätter, vol. 39,‎ 1975, p. 28-59
- (de) Meuthen Erich, « Juan González, Bischof von Cádiz, auf dem Basler Konzil », Annuarium Historiae Conciliorum, vol. 8,‎ 1976, p. 250-293
- (de) Meuthen Erich, « De maioritate auctoritatis sacrorum conciliorum supra auctoritatem papae », dans Heidelberger Akademie der Wissenschaften. Philosophisch-Historische Klasse, Nikolaus von Kues, Kardinal : Cusanus-Texte, Heidelberg, Winter, 1977, 87 p. (ISBN 978-3-533-02589-4)
- (de) Meuthen Erich, « Peter von Erkelenz (ca. 1430)-1494 », Zeitschrift d. Aachener Geschichtsvereins, vol. 84/85,‎ 1977/1978, p. 701-744
- (de) Meuthen Erich, « Neuere sozialgeschichtliche Aspekte der spätmittelalterlichen Stadt », Geschichte in Köln, vol. 3,‎ 1978, p. 53-68
- (de) Meuthen Erich, « Der angeblich älteste deutsche Papierbrief von „1302“ », Archivalische Zeitschrift, Cologne, no 74,‎ 1978, p. 103-106
- (de) Meuthen Erich, « Nikolaus von Kues und die Geschichte », Mitteilungen und Forschungsbeiträge der Cusanus-Gesellschaft, vol. 13,‎ 1978, p. 234-252
- (de) Meuthen Erich, « Rota und Rotamanuale des Basler Konzils. Mit Notizen über den Rotanotar Johannes Wydenroyd aus Köln », dans Römische Kurie, Kirchliche Finanzen, Vatikanisches Archiv, Rome, Universita Gregoriana, coll. « Miscellaneae historiae pontificae » (no 46), 1979, p. 473-518
- (de) Meuthen Erich, « Basel, Konzil von », dans Lexikon des Mittelalters, 1980, p. 1517-1521
- (de) Meuthen Erich, « Aachen », dans Lexikon des Mittelalters, vol. 1, 1980, p. 1-3
- (de) Meuthen Erich, « Nikolaus von Kues auf dem Konzil von Trient », dans Baumer Remigius, Reformatio Ecclesiae. Festschrift für Erwin Iserloh, Paderborn, 1980, p. 699-712
- (de) Meuthen Erich, « Peter Classen (1924-1980) », Historiche Zeitschrift, vol. 232,‎ 1981, p. 780-783
- (de) Meuthen Erich, « Nikolaus von Kues und die Wittelsbacher », dans Fried Pankraz, Festschrift für Andreas Kraus, Kallmunz, 1982, p. 95-113
- (de) Meuthen Erich, « Urkundliche Ergänzungen zur Ausgrabung des 'Gasthauses Am Hof (Blasiusspital) », dans Aquae Granni. Beiträge zur Archäologie von Aachen, 1982, p. 111-114
- (de) Meuthen Erich, « Das Basler Konzil in römisch-katholischer Sicht », Theologische Zeitschrift, vol. 38,‎ 1982, p. 274-308
- (de) Meuthen Erich, « Ein neues frühes Quellenzeugnis (zu Oktober 1454?) für den ältesten Bibeldruck. Enea Silvio Piccolomini am 12. März 1455 aus Wiener Neustadt an Kardinal Juan de Carvajal », Gutenberg-Jahrbuch, vol. 57,‎ 1982, p. 108-118
- (de) Meuthen Erich, « Eine bisher unerkannte Stellungnahme Cesarinis (Anfang November 1436) zur Papstgewalt », Quellen und Forschungen aus italienischen Archiven und Bibliotheken, vol. 62,‎ 1982, p. 142-179 (lire en ligne)
- (de) Meuthen Erich, « Ein unerkanntes Cusanus-Autograph im Staatsarchiv Würzburg. Die Summa dictorum "Dampnatis Amedistis" vom Frankfurter Reichstag 1442 und handschriftliche Verbreitung des Werks », Würzburger Diözesangeschichtsblätter, vol. 42,‎ 1980, p. 175-186
- (de) Meuthen Erich, « Burtscheid », dans Lexikon des Mittelalters, 1983, p. 1111-1112
- (de) Meuthen Erich, « Charakter und Tendenzen des deutschen Humanismus », dans Seyboth Reinhard, Angermeier Heinz, Säkulare Aspekte der Reformationszeit, Munich, coll. « Schriften des historischen Kollegskolloquien » (no 5), 1983, p. 217-265
- (de) Meuthen Erich, « Capranica, Angelo, Kardinal (um 1410-1478) », dans Lexikon des Mittelalters, 1983, p. 1488
- (de) Meuthen Erich, « Cesarini, Giuliano, Kardinal (1398-1444) », dans Lexikon des Mittelalters, 1983, p. 1639-1640
- (de) Meuthen Erich, « Antonio Rosellis Gutachten für Heinrich Schlick im Freisinger Bistumsstreit », dans Mordek Hubert, Aus Kirche und Reich. Studien zu Theologie, Politik und Recht im Mittelalter, Sigmaringen, Jan Thorbecke, 1983, p. 461-47 2
- (de) Meuthen Erich, « Konsens bei Nikolaus von Kues und im Kirchenverständnis des 15. Jahrhunderts », dans Politik und Konfession, Berlin, 1983 (ISBN 9783428053377), p. 11-29
- (de) Meuthen Erich, « Carvajal, Juan de, Kardinal (1399-1469) », dans Lexikon des Mittelalters, vol. 2, 1983, p. 1536
- (de) Meuthen Erich, « Der Fall von Konstantinopel und der lateinische Westen », Historische Zeitschrift, vol. 237,‎ 1983, p. 1-35
- (de) Meuthen Erich, « Stift und Stadt am Niederrhein », dans Referate der 3. Niederrhein-Tagung des Arbeitskreises niederrheinischer Kommunalarchivare, Kleeve, 1984
- (de) Meuthen Erich, « Der Fall von Konstantinopel und der lateinische Westen », dans Der Friede unter den Religionen nach Nikolaus von Kues, coll. « Mitteilungen und Forschungsbeiträge der Cusanus-Gesellschaft » (no 16), 1984, p. 35-60
- (de) Meuthen Erich, « Johannes Grünwalders Rede für den Frankfurter Reichstag 1442 », dans Forschungsberichte, Antike und Mittelalter, Munich, coll. « Schriftenreihe zur bayerischen Landesgeschichte » (no 78), 1984, p. 415-427
- (de) Meuthen Erich, « Gerhoch von Reichersberg », dans Theologische Realenzyklopädie, 1984, p. 457-459
- (de) Meuthen Erich, « Zur Protokollführung auf dem Basler Konzil », Annuarium Historiae Conciliorum, vol. 16,‎ 1984, p. 348-368
- (de) Meuthen Erich, « Nikolaus von Kues », dans Vor-Zeiten. Geschichte in Rheinland-Pfalz, 1986 (ISBN 3874391280), p. 97-112
- (de) Meuthen Erich, « Törless im Labyrinth », Deutsche Vierteljahrsschrift für Literaturwissenschaft und Geitesgeschichte, vol. 59,‎ 1985, p. 125-144
- (de) Meuthen Erich, « Zwei neue Handschriften des Dialogus concludens amedistarum errorem ex gestis et doctrina Concilii Basiliensis », Mitteilungen und Forschungsbeiträge der Cusanus-Gesellschaft, vol. 17,‎ 1986, p. 142-152
- (de) Meuthen Erich, « Der Freisinger Bischof und Kardinal Johannes Grünwalder († 1452) », dans Christenleben im Wandel der Zeit, Sankt Ulrich, 1987 (ISBN 9783879041541), p. 92-102
- (de) Meuthen Erich, « Die "Epistola obscurorum virorum" », dans Ecclesia militans, vol. 2, 1988, p. 53-80
- (de) Meuthen Erich, « Köln und die humanistisch-rhetorische Dialektik », Geschichte in Köln, vol. 23,‎ 1988, p. 103-117
- (de) Meuthen Erich, « Die mittelalterliche Universität », dans 600 Jahre Kölner Universität 1388-1988. Reden und Berichte, Cologne, Wienand, 1989 (ISBN 3879092389), p. 29-46
- (de) Meuthen Erich, « Die deutsche Legationsreise des Nikolaus von Kues 1451/1452 », dans Lebenslehren und Weltentwürfe, 1989, p. 421-499
- (de) Meuthen Erich, « Artesfakultät der alten Kölner Universität im 15. und 16. Jahrhundert », dans Die Kölner Universität im Mittelalter, Dusseldorf, Droste, coll. « Publikationen der Gesellschaft für rheinische Geschichtskunde », 1989, p. 366-393
- (de) Meuthen Erich, « Gerho(c)h von Reichersberg, Theologe und Kirchenreformer (1092/93-1169) », dans Lexikon des Mittelalters, 1989 (ISBN 3-423-590572), p. 1320-1322
- (de) Meuthen Erich, « Vom Zerreissen der Larve und des Herzens. Nietzsches Lieder der "Höheren Menschen" und die "Dionysos-Dithyramben" », Nietzsche Studien, vol. 20,‎ 1991, p. 152-185
- (de) Meuthen Erich, « Eugen IV., Ferrara-Florenz und der lateinische Westen », Annuarium Historiae Conciliorum, vol. 22,‎ 1990, p. 219-233
- (de) Meuthen Erich, « Gab es ein spätes Mittelalter ? », dans Spätzeit, 1990, p. 91-136
- (de) Meuthen Erich, « Auskünfte des Repertorium Germanicum zur Struktur des deutschen Klerus im 15. Jahrhundert », Quellen und Forschungen aus italienischen Archiven und Bibliotheken, vol. 71,‎ 1991, p. 280-309 (lire en ligne)
- (de) Meuthen Erich, « Reichstage und Kirche. Kolloquium der Historischen Kommission bei der Bayerischen Akademie der Wissenschaften, München, 9. März 1990 », dans Schriftenreihe der Historischen Kommission bei der Bayerischen Akademie der Wissenschaften, 1991
- (de) Meuthen Erich, « Humanismus und Geschichtsunterricht », dans Humanismus und Historiographie, 1991, p. 5-50
- (de) Meuthen Eric h, « Modi electionis. Entwürfe des Cusanus zu Wahlverfahren », dans Stadt und Partei, Berlin, 1992, p. 3-11
- (de) Meuthen Eric, « Die Synode im Kirchenverständnis des Nikolaus von Kues », dans Stadt, Kultur, Politik. Beiträge zur Geschichte Bayerns und des Katholizismus, Kallmunz, 1992 (ISBN 9783784731094), p. 11-25
- (de) Meuthen Erich, « Nekrolog. Theodor Schieffer 11.VII.1910-9.VI.1992. », Historische Zeitschrift, vol. 256,‎ 1993, p. 241-248
- (de) Meuthen Erich, « Thomas von Acquin auf den Provinzialkonzilien zu Mainz und Köln 1451 und 1452 », dans Vollrath Anna, Weinfurter Stefan, Köln, Stadt und Bistum in Kirche und Reich des Mittelalters, Cologne, coll. « Kölner historische Abhandlungen » (no 39), p. 641-658
- (de) Meuthen Erich, « Cusanus in Deventer », dans Concordia Discors. Studi su Niccolo Cusano, Padoue, 1993 (ISBN 8884550742), p. 39-54
- (de) Meuthen Erich, « Nikolaus von Kues und die deutsche Kirche am Vorabend der Reformation », Mitteilungen und Forschungsbeiträge der Cusanus-Gesellschaft, vol. 21,‎ 1994, p. 39-85
- (de) Meuthen Erich, « "Pathos der Distanz". Zur Struktur der ironischen Rede bei Nietzsche », dans Nietzsche oder die Sprache ist Rhetorik, 1994, p. 127-135
- (de) Meuthen Erich, « Poesie des Neben-Sächlichen über Fontanes Stechlin und die Kunst der Rede », Jahrbuch der Deutschen Schillergesellschaft, vol. 38,‎ 1994, p. 147-170
- (de) Meuthen Erich, « Das Itinerar der deutschen Legationsreise des Nikolaus von Kues 1451/52 », dans FS Hermann Jakobs, 1995, p. 473-502
- (de) Meuthen Erich, « Bursen und Artesfakultäten der alten Kölner Universität », dans Philosophy and learning. Universities in the Middle Ages, Maarten Hoenen, 1995, p. 225-245
- (de) Meuthen Erich, « Ein "deutscher" Freundeskreis an der römischen Kurie in der Mitte des 15. Jahrhunderts: Von Cesarini bis zu den Piccolomini », Annuarium Historiae Conciliorum, vol. 27/28,‎ 1995/1996, p. 487-542
- (de) Meuthen Erich, « Nikolaus von Kues. Profil einer geschichtlichen Persönlichkeit », dans Individuum und Individualität im Mittelalter, vol. 21, de Gruyter, 1994, 39-85 p. (ISBN 978-311-014892-3)
- (de) Meuthen Erich, « Ein "deutscher" Freundeskreis an der römischen Kurie in der Mitte des 15. Jahrhunderts: Von Cesarini bis zu den Piccolomini », Annuarium Historiae Concilium, vol. 27-28,‎ 1995/1996, p. 487-542
- (de) Meuthen Erich, « Pius II », dans Theologische Realenzyklopädie, vol. 26, 1996 (ISBN 9783110190984), p. 649-652
- (de) Meuthen Erich, « Cusanus in Hildesheim », dans Bücherschicksale. Die Dombibliothek Hildesheim, 1996, p. 387-414
- (de) Meuthen Erich, « Reiche, Kirchen und Kurie im späteren Mittelalter », Historische Zeitschrift, vol. 265,‎ 1997, p. 597-638
- (de) Meuthen Erich, « Zur europäischen Klerusbildung vom 14. bis zum 16. Jahrhundert », dans Mediävistische Komparistik, Stuttgart, Hirzel, 1997 (ISBN 3-7776-0732-0), p. 263-294
- (de) Meuthen Erich, « Ein "deutscher" Freundeskreis an der römischen Kurie in der Mitte des 15. Jahrhunderts: Von Cesarini bis zu den Piccolomini », dans Synodus. Beiträge zur Konzilien- und allgemeinen Kirchengeschichte, 1997 (ISBN 9783506734341), p. 487-541
- (de) Meuthen Erich, « Der Kanonist und die Kirchenreform », Mitteilungen und Forschungsbeiträge der Cusanus-Gesellschaft, vol. 24,‎ 1998, p. 63-79 (ISBN 3-7902-1365-9)
- (de) Meuthen Erich, « Der Kanonist und die Kirchenreform », dans Nikolaus von Kues als Kanonist und Rechtshistoriker, 1998, p. 63-79
- (de) Meuthen Erich, « Zum spätmittelalterlichen Kommendenwesen », dans Kéry Lotte, Lohrmann Dietrich, Licet preter solitum, Aix-la-Chapelle, Shake r, 1998 (ISBN 3826536363), p. 241-264
- (de) Meuthen Erich, « Der Quellenwandel vom Mittelalter zur Neuzeit und seine Folgen für die Kunst der Publikation », dans Gall Lothar, Schieffer Rudolf, Quelleneditionen und kein Ende?, Munich, coll. « Historische Zeitschrift » (no 28), 1999, p. 17-36
- (de) Meuthen Erich, « Der Frauenanteil an der literarischen Produktion im deutschen 15. Jahrhundert und im italienischen Quattrocento. Ein Vergleich », dans Thumser Matthias, Studien zur Geschichte des Mittelalters, coll. « Historische Forschungen » (no 67), 2000, p. 311-334
- (de) Meuthen Erich, « Der Regensburger Christentag 1471 », dans Paul-Joachim Heinig, Reich, Regionen und Europa im Mittelalter und Neuzeit FS Peter Moraw, Dunckler & Humblot, coll. « Historische Forschungen » (no 67), 2000, p. 279-286
- (de) Meuthen Erich, « Nikolaus von Kues als Jurist », dans Boockmann Hartmut, Granzmann Ludger, Recht und Verfassung im Übergang vom Mittelalter zur Neuzei, Göttingen, Vandenhoeck & Ruprecht, 2001 (ISBN 9783525825112), p. 247-275
- (de) Meuthen Erich, « Cesarini-Studien II. Der "Tractatus Juliani apostate magis perniciosius et plus furiosus" », dans Keller Hagen, Italia et Germania amicorum Arnold Esch, Tubingen, de Gruyter, 2011, 2e éd. (1re éd. 2001) (ISBN 978-311-091035-3), p. 209-224
- (de) Meuthen Erich, « Nikolaus von Kues in seiner Welt », dans Horizonte. Nikolaus von Kues in seiner Welt, Trèves, Bischöfliches Dom- und Diozesanmuseum, 2001 (ISBN 978-3-980-78950-9), p. 20-24
- (de) Meuthen Erich, « Konsilien Kölner Professoren zum Utrechter Bistumsstreit, 1425/1426 », dans Menschen und Strukturen in der Geschichte Alteuropas, coll. « Historische Forschungen » (no 73), 2002 (ISBN 978-3-428-10219-8), p. 1-17
- (de) Meuthen Erich, « Nikolaus von Kues. 1401-2001 », Mitteilungen und Forschungsbeiträge der Cusanus-Gesellschaft, Trèves, vol. 28,‎ 2003, p. 3-26
- (de) Meuthen Erich, « Rede1 », dans Braungart Georg, Fricke Harold, Reallexikon der deutschen Literaturwissenschaft. Neubearbeitung des Reallexikons der deutschen Literaturwissenschaft, vol. 3, 3e éd. (1re éd. 2003) (ISBN 978-3-11-091467-2), p. 229-233

## Sources

### Erich Meuthen
- (de) Meuthen Eric, Kirchenreform und Geschichtstheologie bei Gerhoh von Reichersberg, Cologne, Universitäts- und Stadtbibliothek Köln, 1954, 216 p. (présentation en ligne)
- (de) Meuthen Erich, Die letzten Jahre des Nikolaus von Kues : Biographische Untersuchungen nach neuen Quellen, Cologne, Westdt. Verlag, coll. « Wissenschaftliche Abhandlungen der Arbeitsgemeinschaft für Forschung des Landes Nordrhein-Westfalen » (no 3), 1958, 345 p.
- (de) Meuthen Erich, « Nikolaus von Kues in Aachen », Zeitschrift des Aachener Geschichtsvereins, vol. 73,‎ 1961, p. 53-23
- (de) Meuthen Erich, Nikolaus von Kues : 1401-1464 : Skizze einer Biographie, Munster, Aschendorff, coll. « Buchreihe der Cusanus-Gesellschaft » (no 8), 1992, 7e éd. (1re éd. 1964), 144 p. (ISBN 978-3-402-03492-7)
- (de) Meuthen Erich, Das Trierer Schisma von 1430 auf dem Basler Konzil : Zur Lebensgeschichte d. Nikolaus von Kues, Munster, Aschendorff, coll. « Buchreihe der Cusanus-Gesellschaft » (no 1), 1964, 294 p.
- (de) Meuthen Erich, « Aachen in der Geschichtsschreibung (bis 1800) », dans Bauer Clemens, Boehm Laetitia, Muller Max, Speculum Historiale. Geschichte im Spiegel von Geschichtsschreibung und Geschichtsdeutung, Freiburg im B., Karl Alber, 1965, p. 375-392
- (de) Meuthen Erich, « Die Aachener Pröpste bis zum Ende der Stauferzeit », Zeitschrift d. Aachener Geschichtsvereins, vol. 78,‎ 1967, p. 5-95
- (de) Meuthen Erich, « Kanonistik und Geschichtsverständnis. Über ein neuentdecktes Werk des Nikolaus von Kues: De maioritate auctoritatis sacrorum conciliorum supra auctoritatem papae », dans Von Konstanz nach Trient, Munich, 1972, p. 147-170
- (de) Meuthen Erich, Aachener Urkunden 1101 - 1250, Bonn, Gesellschaft für Rheinische Geschichtskunde, coll. « Publikationen der Gesellschaft für Rheinische Geschichtskunde » (no 58), 1972, 692 p. (présentation en ligne)
- (de) Meuthen Erich, « Barbarossa und Aachen », Rheinische Vierteljahrsblätter, vol. 39,‎ 1975, p. 28-59
- (de) Meuthen Erich, Hallauer Hermann, Helmrath Johannes et Woelki Thomas, Acta Cusana : Quellen zur Lebensgeschichte des Nikolaus von Kues : 1401 - 17. Mai 1437, vol. 1, t. I, Hambourg, Felix Meiner Verlag, 1976, 199 p. (ISBN 978-3-7873-0387-8, lire en ligne)
- (de) Meuthen Erich, « Ein unerkanntes Cusanus-Autograph im Staatsarchiv Würzburg. Die Summa dictorum "Dampnatis Amedistis" vom Frankfurter Reichstag 1442 und handschriftliche Verbreitung des Werks », Würzburger Diözesangeschichtsblätter, vol. 42,‎ 1980, p. 175-186
- (de) Meuthen Erich, Das 15. Jahrhundert, Munich, Oldenbourg, coll. « Oldenbourg Grundriss der Geschichte » (no 9), 2012, 5e éd. (1re éd. 1980), 343 p. (ISBN 978-3-486-71720-4, présentation en ligne)
- (de) Meuthen Erich, « Ein neues frühes Quellenzeugnis (zu Oktober 1454?) für den ältesten Bibeldruck. Enea Silvio Piccolomini am 12. März 1455 aus Wiener Neustadt an Kardinal Juan de Carvajal », Gutenberg-Jahrbuch, vol. 57,‎ 1982, p. 108-118
- (de) Meuthen Erich, Das Basler Konzil als Forschungsproblem der europäischen Geschichte, Opladen, Westdeutscher Verlag, coll. « Rheinisch-Westfälische Akademie der Wissenschaften. Vorträge G » (no 274), 1985, 47 p. (ISBN 978-3-531-07274-6)
- (de) Meuthen Erich, « Die deutsche Legationsreise des Nikolaus von Kues 1451/1452 », dans Lebenslehren und Weltentwürfe, 1989, p. 421-499
- (de) Meuthen Erich, « Ein "deutscher" Freundeskreis an der römischen Kurie in der Mitte des 15. Jahrhunderts: Von Cesarini bis zu den Piccolomini », Annuarium Historiae Conciliorum, vol. 27/28,‎ 1995/1996, p. 487-542
- (de) Meuthen Erich, « Der Quellenwandel vom Mittelalter zur Neuzeit und seine Folgen für die Kunst der Publikation », dans Gall Lothar, Schieffer Rudolf, Quelleneditionen und kein Ende?, Munich, coll. « Historische Zeitschrift » (no 28), 1999, p. 17-36

### Autres
- (de) Bünz Enno, « Alltag und Gipfelpunkt des Schauens - zum Abschluss des ersten Bandes der "Acta Cusana" », Hessisches Jahrbuch für Landesgeschichte, vol. 55,‎ 2005, p. 239-250
- (de) Helmrath Johannes, « Concordantia Catholica. Laudation auf Erich Meuthen, Hermann Hallauer und die Acta Cusana », dans Böhr Christoph, Euler Walter Andreas, Cusanus Jahrbuch 2010, Paulinus, 2010 (ISBN 978-3-7902-1531-1), p. 47-61
- (de) Hoffmann Leonhard, « Die Gutenbergbibel. Eine Kosten- und Gewinnschätzung des ersten Bibeldrucks auf der Grundlage zeitgenössischer Quellen », Archiv für Geschichte des Buchwesens, vol. 39,‎ 1993, p. 255-319
- (de) Hoffmann Leonhard, « Der Preis der Gutenberg-Bibel Zum kauf der "Biblia de molde grande" in Burgos », Gutenberg-Jahrbuch, vol. 77,‎ 2002, p. 50-56
- (de) Gilomen Hans-Jörg, Die Rotamanualien des Basler Konzils. Verzeichnis der in den Handschriften der Basler Universitätsbibliothek behandelten Rechtsfälle, Tübingen, 1998
- (de) Muller Heribert, « Erich Meuthen », dans Schmitz Wolfgang, Erich Meuthen: Bibliographie seiner Schriften, 1954 bis 2003 : zum 80. Geburtstag am 31. Mai 2009, Cologne, Universitäts- und Stadtsbibliothek Köln, 2009, 32 p. (ISBN 978-3-9315-9646-0)
- (de) Muller Heribert, Die kirchliche Krise des Spätmittelalters. Schisma, Konziliarismus und Konzilien, Munich, 2012, 180 p. (ISBN 978-3-486-71350-3, lire en ligne), p. 99
- Vansteenberghe Edmond, Le Cardinal Nicolas de Cues (1401–1464).L'action : la pensée, Paris, Alcan, 1920